# Så mycket bättre (säsong 2)
Så mycket bättre - säsong 2 var den andra säsongen av Så mycket bättre. Säsongen sändes liksom säsongen innan på TV4, och hade premiär 29 oktober 2011. Medverkande var Eva Dahlgren, E-Type, Laleh, Tomas Ledin, Lena Philipsson, Timbuktu och Mikael Wiehe.
Inspelningen startade den 11 juni 2011 på Gotland. E-type hade dock förhinder under den första inspelningsdagen, han blev därför tvungen att komma till Gotland en dag senare än de övriga medverkande. Den 12 december 2011 släpptes musikalbumet för säsongen. Till skillnad mot föregående säsong släpptes alla skivinspelningar från programmet för digital nerladdning direkt efter sändningen. De två första avsnitten av säsongen kunde ses över hela världen på TV4 Play innan man begränsade sändningen till Sverige. Eva Dahlgren fick cirka 300 000 för att medverka i säsongen.

## Avsnitt
| Nr | Huvudperson     | Sändningsdatum   | Tittarsiffror |
| -- | --------------- | ---------------- | ------------- |
| 1  | Tomas Ledin     | 29 oktober 2011  | 1 912 000     |
| 2  | Eva Dahlgren    | 5 november 2011  | 1 894 000     |
| 3  | Timbuktu        | 12 november 2011 | 1 852 000     |
| 4  | Lena Philipsson | 19 november 2011 | 1 912 000     |
| 5  | E-Type          | 26 november 2011 | 1 887 000     |
| 6  | Laleh Pourkarim | 3 december 2011  | 1 727 000     |
| 7  | Mikael Wiehe    | 10 december 2011 | 1 469 000     |
| 8  | Alla            | 17 december 2011 | 1 898 000     |

## Tolkningar
| - Lena Philipsson: "Sensuella Isabella" - Laleh: "Just nu!" - Mikael Wiehe: "Blå, blå känslor" - Timbuktu: "Snart tystnar musiken" - Eva Dahlgren: "Never Again" - E-Type: "Sommaren är kort" Avslutningslåt: Lena Philipsson - "Sensuella Isabella". - Timbuktu - "Kom och håll om mig" - Tomas Ledin - "Vem tänder stjärnorna?" - Laleh - "Ängeln i rummet" - E-Type - "Jag är Gud" - Lena Philipsson - "Jag klär av mig naken" - Mikael Wiehe - "För att du är här" Avslutningslåt - E-Type - "Jag är Gud". - Mikael Wiehe - "Jag drar" - Lena Philipsson - "The botten is nådd" - Eva Dahlgren - "Strö lite socker på mig" - Tomas Ledin - "Gott folk" - E-Type - "Det löser sig" - Laleh - "Alla vill till himmelen men ingen vill dö" Avslutningslåt: Laleh - "Alla vill till himmelen men ingen vill dö". - E-Type - "Kärleken är evig" - Timbuktu - "Det gör ont" - Eva Dahlgren - "Standing in My Rain" - Mikael Wiehe - "Om igen" - Laleh - "På gatan där jag bor" - Tomas Ledin - "Dansa i neon" Avslutningslåt: Timbuktu - "Det gör ont". | - Tomas Ledin - "Set the World on Fire" - Timbuktu - "Övertygad" (svensk version av "True Believer") - Laleh - "Here I Go Again" - Eva Dahlgren - "This Is the Way" - Mikael Wiehe - "Ropar ditt namn" (svensk version av "Calling Your Name") - Lena Philipsson - "Life" Avslutningslåt: Mikael Wiehe - "Ropar ditt namn". - Eva Dahlgren - "Call on Me" - Tomas Ledin - "Bjurö klubb" - Mikael Wiehe - "Han tuggar kex" - E-Type - "Snö" - Lena Philipsson - "Live Tomorrow" - Timbuktu - "Kamouflage" (svensk version av "Invisible (My Song)") Avslutningslåt: Tomas Ledin - "Bjurö klubb". - E-Type - "Titanic (Andraklasspassagerarens sista sång)" - Timbuktu - "Flickan och kråkan" - Eva Dahlgren - "Mitt hjärtas fågel" - Lena Philipsson - "Vem kan man lita på?" - Laleh - "Fred" (tolkning av "Fred (till Melanie)") - Tomas Ledin - "Den jag kunde va" Avslutningslåt: Timbuktu - "Flickan och kråkan". - Timbuktu & Lena Philipsson - "Resten av ditt liv" - Eva Dahlgren & Mikael Wiehe - "Ung och stolt" - E-Type & Tomas Ledin - "Free Like A Flying Demon" - Tomas Ledin & Timbuktu - "En del av mitt hjärta" - Lena Philipsson & E-Type - "Lena Anthem" - Laleh & Eva Dahlgren - "Lär mig om" - Mikael Wiehe & Laleh - "Det här är ditt land" |

## Listplaceringar
| Artist          | Låt                                         | Topp-placering | Topp-placering | Topp-placering    |
| Artist          | Låt                                         | DigiListan     | Svensktoppen   | Sverigetopplistan |
| --------------- | ------------------------------------------- | -------------- | -------------- | ----------------- |
| E-Type          | "Det löser sig"                             | 39             | —              | —                 |
| E-Type          | "Jag är Gud"                                | 36             | —              | —                 |
| E-Type          | "Kärleken är evig"                          | 39             | —              | —                 |
| E-Type          | "Sommaren är kort"                          | 23             | —              | —                 |
| E-Type          | "Snö"                                       | 2              | —              | —                 |
| Eva Dahlgren    | "Mitt hjärtas fågel"                        | 40             | —              | —                 |
| Eva Dahlgren    | "Never Again"                               | 26             | —              | —                 |
| Eva Dahlgren    | "Standing in My Rain"                       | 50             | —              | —                 |
| Eva Dahlgren    | "Strö lite socker på mig"                   | 47             | —              | —                 |
| Eva Dahlgren    | "This Is the Way"                           | 43             | —              | —                 |
| Laleh           | "Alla vill till himmelen men ingen vill dö" | 2              | —              | 25                |
| Laleh           | "Fred"                                      | 15             | —              | —                 |
| Laleh           | "Here I Go Again"                           | 2              | —              | 41                |
| Laleh           | "Just nu"                                   | 1              | —              | 25                |
| Laleh           | "På gatan där jag bor"                      | 4              | —              | —                 |
| Laleh           | "Ängeln i rummet"                           | 1              | 1              | 6                 |
| Lena Philipsson | "The botten is nådd"                        | 50             | —              | —                 |
| Lena Philipsson | "Jag klär av mig naken"                     | 48             | —              | —                 |
| Lena Philipsson | "Live Tomorrow"                             | 15             | —              | —                 |
| Lena Philipsson | "Sensuella Isabella"                        | 20             | —              | —                 |
| Lena Philipsson | "Vem kan man lita på?"                      | 20             | —              | —                 |
| Mikael Wiehe    | "För att du är här"                         | 45             | —              | —                 |
| Mikael Wiehe    | "Om igen"                                   | 33             | —              | —                 |
| Mikael Wiehe    | "Ropar ditt namn"                           | 10             | 9              | —                 |
| Timbuktu        | "Det gör ont"                               | 19             | —              | —                 |
| Timbuktu        | "Flickan och kråkan"                        | 2              | 2              | 7                 |
| Timbuktu        | "Kom och håll om mig"                       | 35             | —              | 38                |
| Timbuktu        | "Övertygad"                                 | 54             | —              | —                 |
| Tomas Ledin     | "Bjurö klubb"                               | 57             | —              | —                 |
| Tomas Ledin     | "Dansa i neon"                              | 58             | —              | —                 |
| Tomas Ledin     | "Den jag kunde va"                          | 28             | 2              | —                 |
| Tomas Ledin     | "Vem tänder stjärnorna?"                    | 26             | —              | —                 |
| Tomas Ledin     | "Set the World On Fire"                     | 19             | —              | —                 |

## Album

### Så mycket bättre säsong 2 - Musiken från TV-programmet
| Nr  | Låttitel                                       | Uttolkare       | Tolkad artist   |
| --- | ---------------------------------------------- | --------------- | --------------- |
| 1.  | "Live Tomorrow"                                | Lena Philipsson | Laleh           |
| 2.  | "Gott folk"                                    | Tomas Ledin     | Timbuktu        |
| 3.  | "Om igen"                                      | Mikael Wiehe    | Lena Philipsson |
| 4.  | "Ängeln i rummet"                              | Laleh           | Eva Dahlgren    |
| 5.  | " Never Again"                                 | Eva Dahlgren    | Tomas Ledin     |
| 6.  | "Kamouflage"                                   | Timbuktu        | Laleh           |
| 7.  | "Titanic (Andraklasspassagerarens sista sång)" | E-Type          | Mikael Wiehe    |
| 8.  | "Sensuella Isabella"                           | Lena Philipsson | Tomas Ledin     |
| 9.  | "Dansa i neon"                                 | Tomas Ledin     | Lena Philipsson |
| 10. | "Ropar ditt namn"                              | Mikael Wiehe    | E-Type          |
| 11. | "Just nu!"                                     | Laleh           | Tomas Ledin     |
| 12. | "Strö lite socker på mig"                      | Eva Dahlgren    | Timbuktu        |
| 13. | "Flickan och kråkan"                           | Timbuktu        | Mikael Wiehe    |
| 14. | "Jag är Gud"                                   | E-Type          | Eva Dahlgren    |
| 15. | "Vem kan man lita på?"                         | Lena Philipsson | Mikael Wiehe    |
| 16. | "Set the World on Fire"                        | Tomas Ledin     | E-Type          |
| 17. | "Han tuggar kex"                               | Mikael Wiehe    | Laleh           |
| 18. | "Here I Go Again"                              | Laleh           | E-Type          |
| 19. | "Standing in My Rain"                          | Eva Dahlgren    | Lena Philipsson |
| 20. | "Kom och håll om mig"                          | Timbuktu        | Eva Dahlgren    |
| 21. | "Det löser sig"                                | E-Type          | Timbuktu        |